# 比利亚贡萨洛
比利亚贡萨洛，是西班牙埃斯特雷马杜拉巴达霍斯省的一个市镇。总面积41平方公里，总人口1368人（2001年），人口密度33人/平方公里。